# Plauditus elliotti
Plauditus elliotti är en dagsländeart som först beskrevs av Daggy 1945.  Plauditus elliotti ingår i släktet Plauditus och familjen ådagsländor. Inga underarter finns listade i Catalogue of Life.